# Festuca thermarum
Festuca thermarum är en gräsart som beskrevs av Rodolfo Amando Philippi. Festuca thermarum ingår i släktet svinglar, och familjen gräs. Inga underarter finns listade i Catalogue of Life.